# سارا بوکتیت
سارا بوکتیت (انگلیسی: Sarah Bouktit؛ زادهٔ ۲۷ اوت ۲۰۰۲) بازیکن هندبال زن الجزایری‌تبار اهل فرانسه است.